# قطعنامه ۶۹۷ شورای امنیت
قطعنامه ۶۹۷ شورای امنیت سازمان ملل متحد که در تاریخ ۱۴ ژوئن ۱۹۹۱ تصویب شد، سندی بین‌المللی دربارهٔ قبرس است. این قطعنامه طی نشست ۲۹۹۲ام با ۱۵ رای موافق، ۰ مخالف و ۰ ممتنع تصویب شد.